# Jüdischer Friedhof Brauneberg
Der jüdische Friedhof Brauneberg ist ein Friedhof in der Ortsgemeinde Brauneberg im Landkreis Bernkastel-Wittlich in Rheinland-Pfalz.
Der jüdische Friedhof liegt im Wald südlich der Gemeinde Brauneberg nahe der Gemeinde Burgen. Er ist von Brauneberg aus über die Kreisstraße 87 in Richtung Burgen erreichbar.
Auf dem Friedhof, der 1856 angelegt und von 1864 bis zum Jahr 1941 belegt wurde, befinden sich 57 Grabsteine. Auf dem Friedhof wurden auch Juden aus Mülheim bestattet. Während der NS-Zeit wurde der Friedhof 1936 geschändet. Im Sommer 1950 wurde er durch die Gemeinde Brauneberg wieder hergerichtet.